# Municipio de Newberry (Pensilvania)
El municipio de Newberry (en inglés: Newberry Township) es un municipio ubicado en el condado de York en el estado estadounidense de Pensilvania. En el año 2000 tenía una población de 14,332 habitantes y una densidad poblacional de 181 personas por km².

## Geografía
El municipio de Newberry se encuentra ubicado en las coordenadas 40°08′00″N 76°49′59″O / 40.13333, -76.83306.

## Demografía
Según la Oficina del Censo en 2000 los ingresos medios por hogar en la localidad eran de $48,043 y los ingresos medios por familia eran $51,789. Los hombres tenían unos ingresos medios de $38,775 frente a los $27,007 para las mujeres. La renta per cápita para la localidad era de $20,660. Alrededor del 1,6% de la población estaban por debajo del umbral de pobreza.